# Boeing C-135 Stratolifter
Boeing C-135 Stratolifter là một loại máy bay vận tải quân sự, được phát triển từ mẫu thử máy bay chở khách phản lực Boeing 367-80 (đây cũng là khung cơ sở cho loại 707) đầu thập niên 1950. Nó có thân hẹp và ngắn hơn 707. Boeing đặt tên ban đầu là Model 717.

## Biến thể
C-135A
C-135B
C-135C
C-135E
C-135F
C-135K
C-135FR
C-135R

## Tính năng kỹ chiến thuật (C-135)
Đặc điểm tổng quát
- Tổ lái: 3
- Chiều dài: 136 ft 3 in (41,53 m)
- Sải cánh: 130 ft 10 in (39,88 m)
- Chiều cao: 41 ft 8 in (12,70 m)
- Diện tích cánh: 2.433 ft² (226 m²)
- Trọng lượng rỗng: 98.466 lb (44.663 kg)
- Trọng lượng có tải: 297.000 lb (135.000 kg)
- Trọng lượng cất cánh tối đa: 322.500 lb (146.000 kg)
- Động cơ: 4 × (R/T) CFM International CFM56, 21.634 lbf (96 kN) mỗi chiếc (biến thể lắp lại động cơ)
- Động cơ: 4× (E) Pratt & Whitney TF-33-PW-102 , 18.000 lbf (80 kN) mỗi chiếc

 Hiệu suất bay 
- Vận tốc cực đại: 580 mph (933 km/h)
- Tầm bay: 3.450 mi (5.550 km)
- Trần bay: 50.000 ft (15.200 m)
- Vận tốc leo cao: 4.900 ft/phút (1.490 m/phút)